# Mamia
Mamia – kapłanka z Pompejów, jej grobowiec znajduje się na Ulicy Grobów; widnieje na nim napis: Mammiæ P[ublii] f[iliæ] sacerdoti publicæ locus sepulturæ datus decurionem decreto (Mamia, córka Publiusza, kapłanka miasta, grobowiec ten otrzymała na mocy dekretu dekuriona). Napis ten uwiecznił m.in. Goethe (w Podróży włoskiej), Józef Ignacy Kraszewski (w Kartkach z podróży) czy Cyprian Kamil Norwid (w Pompei).